# Kartowice Szprotawskie
Kartowice Szprotawskie – dawny przystanek osobowy w Kartowicach, w gminie Szprotawa, w powiecie żagańskim, w woj. lubuskim, w Polsce. Został otwarty w 1911 roku przez KGS. W 1945 roku nastąpiło jego zamknięcie, a w 1949 roku likwidacja. Znajdował się na trasie kolei szprotawskiej.